# Fusarium sterilihyphosum
Fusarium sterilihyphosum är en svampart som beskrevs av Britz, Marasas & M.J. Wingf. 2002. Fusarium sterilihyphosum ingår i släktet Fusarium och familjen Nectriaceae.   Inga underarter finns listade i Catalogue of Life.